# Ludvík Ritter
Ludvík Ritter, též Ludvík Ritter z Rittersbergu (z Rittersberka), někdy též Ludvík Rittersberg (německy Ludwig Ritter von Rittersberg,19. listopadu 1809, Praha – 6. června 1858, Vršovice (dnes Praha)) byl český šlechtic obrozenecký spisovatel, hudební skladatel a litograf.

## Život

### Mládí a studia

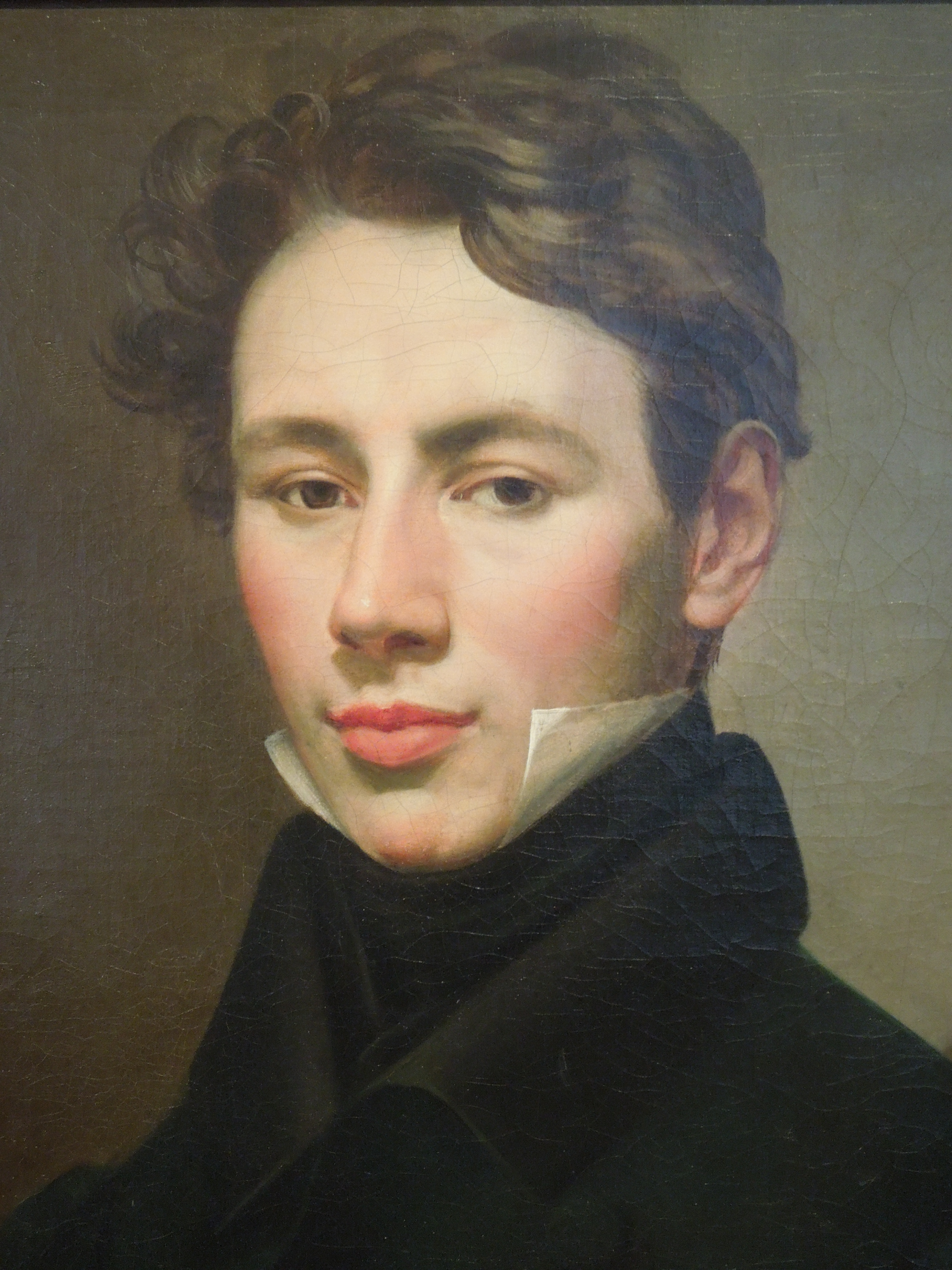
Antonín Machek: Ludvík Ritter z Rittersbergu (před 1827, NG Praha)

Narodil se v rodině c. k. setníka Jana (Johanna) Ritter z Rittersbergu (1780–1841) a jeho manželky, původem Belgičanky, dcery barona z Vogelsangu. (Šlechtický titul z Rittersbergu získal Ludvíkův děd Maxmilian Ritter za obranu Prahy před Prusy v roce 1757.) Ve výslužbě byl Jan Rittter též editor českých lidových písní a vojenský historik. V jeho salonu se scházely přední osobnosti českého kuturního života jako František Palacký, Václav Hanka a Josef Dobrovský. Sestra Ludvíka Rittera Henrietta Ritterová z Rittersbergu (1811–1880) byla prozaička. Přátelila se s významnými vlastenci své doby, po smrti svého bratra vychovávala jeho dceru Jindřišku.
Ludvík Ritter získal kvalitní domácí vzdělání, poté studoval na gymnáziích v Mariboru a v Praze. V letech 1826–1830 vystudoval pražský polytechnický ústav a současně studoval školu polního dělostřelectva. Po studiu na pražské univerzitě získal osvědčení o znalosti češtiny slovem i písmem.
Po studiích se živil jako úředník, soukromě studoval hudbu u Václava Tomáška a Jana Vitáska a malířství u Josefa Berglera a Františka Waldherra.

### Pobyt ve Lvově
Roku 1841 zemřel tragicky otec Jan Ritter; Ludvík Ritter odešel do Lvova, kde se stal učitelem hudby. Roku 1844, po pádu z koně, utrpěl vážný úraz, který mu zabránil nadále hudbu vyučovat. Léčil se v Teplicích a roku 1845 se přestěhoval do Prahy.
Ve Lvově se seznámil s Karlem Havlíčkem Borovským a Karlem Zapem, který ho přivedl k zájmu o českou literaturu.

### Návrat do Prahy a smrt
V Praze se živil jako spisovatel, publicista, překladatel a malíř, a zejména jako hudebník. Aktivně se zúčastnil událostí revolučního roku 1848 jako člen Mladé Čechie a Lípy slovanské. Pobyt v Praze přerušil v letech 1853–1854, kdy byl redaktorem záhřebských novin Agramer Zeitung a v letech 1856–1857 (nájemce statku v Uhrách).
Zemřel na tuberkulózu ve Vršovicích, v č. p. 135 (dnešní Praha 10, Charkovská 24). Pohřben byl na dnes již zrušeném vršovickém hřbitovu u kostela svatého Mikuláše. Rakev k hrobu nesli mezi jinými Vítězslav Hálek, Jan Neruda, Adolf Heyduk a Josef Barák.

### Rodinný život
Během pobytu ve Lvově se Ludvík Ritter seznámil s budoucí manželkou (rozená Sławińska, českým přepisem Slavínská) a oženil se s ní; ve Lvově se mu narodila první dcera Růžena. Druhá dcera Henrietta, narozená roku 1843 též ve Lvově, byla známá pod matčiným dívčím příjmením Jindřiška Slavínská jako činoherní herečka Národního divadla.
Po návratu do Prahy žil jako Ludvík Rittersberg jako vdovec v Praze s dcerou Henriettou (Jindřiškou).

## Dílo

### Hudba
Psal odborné články zaměřené na slovanskou hudbu, ve kterých předjímal myšlenky Bedřicha Smetany o významu řeči a lidové písně pro vytvoření umělé české hudby.
Skládal písně, sbory a orchestrální díla. Je autorem opery Idamor na vlastní německý text.

### Výtvarné umění

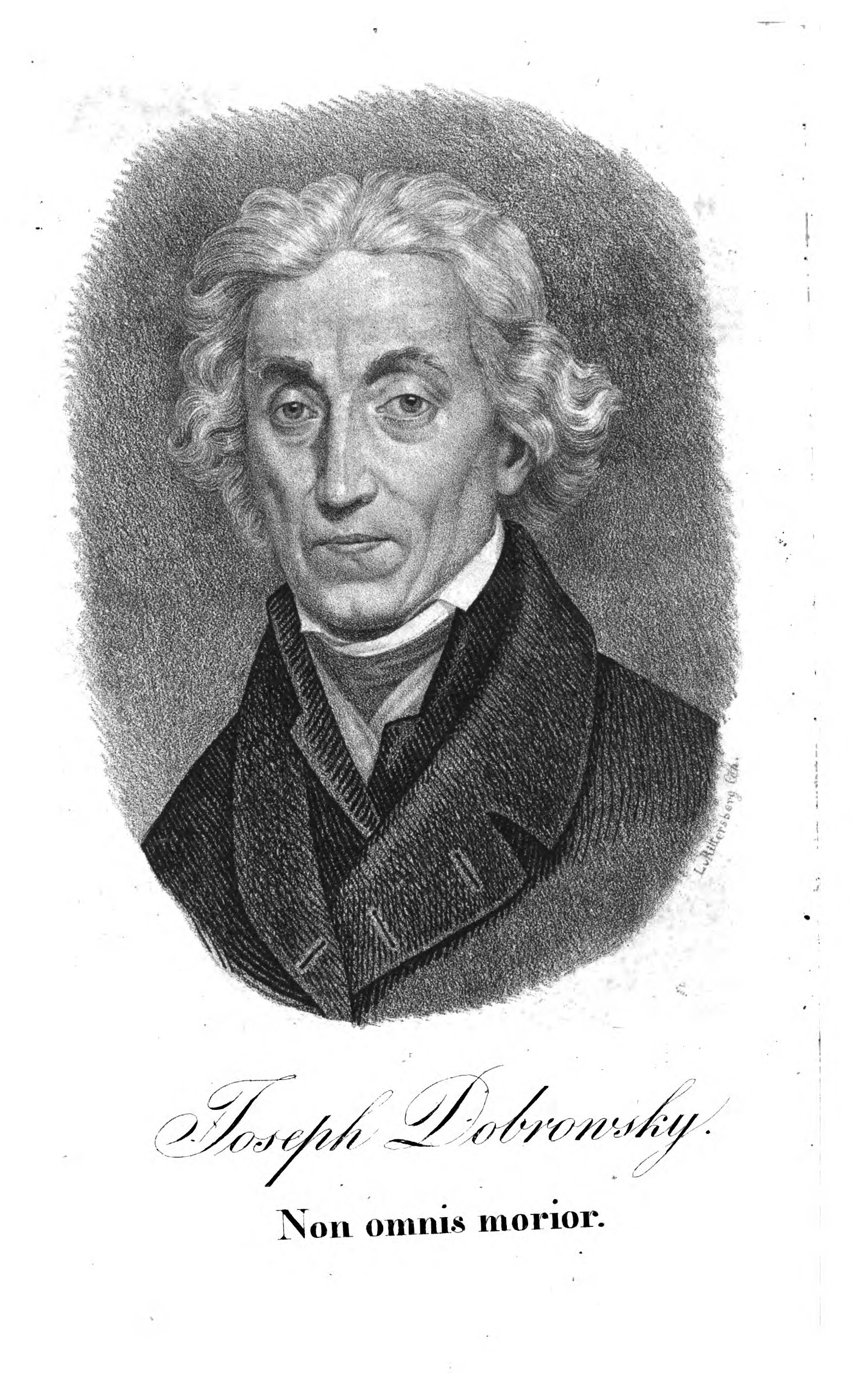
Ludvík Ritter z Rittersbergu: Josef Dobrovský (litografie, 1829)

Ludvík Ritter je autorem litografického portrétu Josefa Dobrovského, který byl mj. zveřejněn v biografii, sepsané jeho otcem Johannem Ritterem z Rittersbergu.

## Posmrtná připomínka

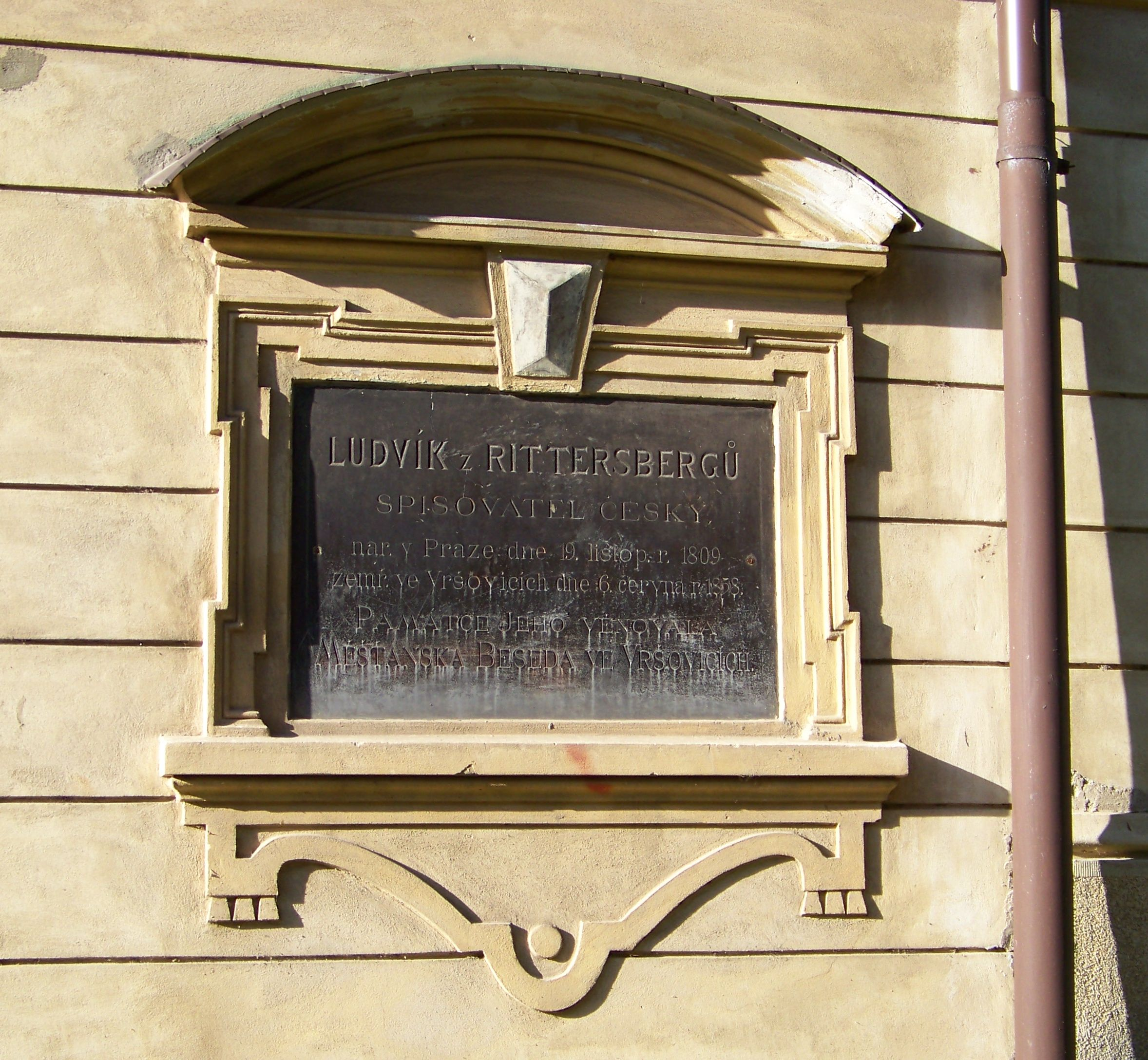
Vršovice, kostel svatého Mikuláše, pamětní deska - Ludvík z Rittersbergů

Pamětní deska je umístěna na vnější jižní straně kostela sv. Mikuláše ve Vršovicích.
Slavnostní odhalení pamětní desky, kterou věnovala Měšťanská beseda ve Vršovicích, se konalo 30. května 1887. (V té době již byl hřbitov u kostela zrušen.) Protože v době slavnosti byl zákaz průvodů, museli se zástupci spolků a okolních obcí seřadit až na místní školní zahradě a odtud dojít společně ke kostelu; jejich příchod policie zaznamenávala. Hlavním řečníkem byl Josef Václav Frič, přítomna byla i dcera Jindřiška Slavínská. Slavnost proběhla v českém vlasteneckém duchu, oceněno bylo zejména to, že přes německý původ byl Ludvík Rittersberg významným českým vlastencem.

## Zajímavosti
Karel Havlíček Borovský se o Ludvíku Ritterovi ve svém dopisu z Ruska roku 1841, adresovaném Karlu Vladislavu Zapovi, s úctou zmínil takto:
| „ | P. Rittersberka ubezpečete v jménu mém, že cokoli zde v ohledu národního zpěvu a hudby seženu, všechno dostate: třeba by to nebylo dříve, až se navrátím. Všemožně se o to postarám: podlé toho, co již o něm vím a co mi píšete, velice si o vážím a činil bych si co Čech veliké odpovídání, kdybych, pokuď síly moje stačí, nepřispěl. Velmi lituji, že sám hudbě tak málo rozumím, nebo bych mu, kdybych uměl melodie psáti, mnoho přinésti mohl. Slyším zajisté pořád okolo sebe zpěv. Aspoň se, co možná, nazpamět naučím. | “ |

V roce úmrtí Jindřišky Slavínské připomněly Národní listy, že tragédie spojené s koňmi se v rodu Rittersbergů opakovaly. Jan Ritter z Rittersbergu, kterému se roku 1841 poblíž Kanálské zahrady splašili koně, zahynul při pádu z kočáru. Syn Ludvík se o tři roky později vážně zranil při pádu z koně, musel zanechat povolání učitele hudby a dlouhodobě se léčit. Ludvíkovu dceru Jindřišku Slavínskou kopnul v roce 1908 do hlavy splašený kůň a ona na následky zranění zemřela.